# Pasaje salvo
Pasaje salvo es un EP de la banda uruguaya de rock/ska La Vela Puerca, grabado en 3 días: 22, 23 y 24 de abril de 2013 en el estudio Vivace del Palacio Salvo, Montevideo, Uruguay. El álbum se puede descargar gratuitamente en la página oficial.

## Lista de canciones
| N.º   | Título                     | Escritor(es)       | Duración |  |
| 1.    | «Los Reyes de los buzones» | Sebastián Teysera  | 3:12     |  |
| 2.    | «La Hiedra»                | Sebastián Cebreiro | 2:52     |  |
| 3.    | «De amar»                  | Sebastián Teysera  | 3:55     |  |
| 09:59 |                            |                    |          |  |

## Ficha técnica
- Sebastián Teysera: Voz, piano, teclado, guit eléctrica.
- Sebastián Cebreiro: Voz y guitarra acústica.
- Rafael Di Bello: Guitarra eléctrica.
- Santiago Butler: Guitarra eléctrica.
- Nicolás Lieutier: Bajo.
- Pepe Canedo: Batería.
- Carlos Quijano: Saxo tenor.
- Alejandro Piccone: Trompeta, flugel.
- Andrés "McGregor" Bentancourt: Gaita.
- Coros en 1: Pepe Canedo, Sebastián Cebreiro, Manuel Ferreiro, Nicolás Lieutier, Sebastián Teysera, Pablo Varesi.
- Producción artística: Esteban Demelas y La Vela Puerca.
- Producción ejecutiva: Juan Zas y Esteban Demelas.
- Grabación, mezcla y masterización: Esteban Demelas.
- Asistente de grabación: Horacio Bolz.
- Monitoreo: Daniel Blanco.
- Asistentes de grabación LVP: Manuel Ferreiro, Álvaro Garroni, Álvaro Jorge, Juan Lauz.
- Asistentes ejecutivos LVP: Lucia Montero, Federico Roquero, Carlos Batista.
- Asesoramiento: Shanghái.
- Diseño y foto: Charly Zacheo.
- Video: Agustín Ferrando Trenchi Monaco.
- Web: [kbz-tadeo].
- Cámara en estudio: Moritz Jüdes.
- Fletes: Cacho.
- Luis Cesio: Director y productor ejecutivo Vivace.
- Nano Gamio: Ingeniero Vivace.
- Nati Belli: Productora Vivace.
- Horacio Bolz: Ingeniero asistente Vivace.
- Martín Cesio: Asistente Vivace.
- Mariana Cigliutti: Asistente de dirección.

Gracias a Choncho, Andrés Coutinho, Martín de La Zapada y Pepe Rambao por prestarnos petates.